# Berlin Dutchmen
Berlin Dutchmen je bil profesionalni hokejski klub iz Berlina (danes Kitchener, Ontario). Ustanovljen je bil leta 1907 in igral v ligi OPHL. Klub je znan po tem, da je leta 1910 izzival Stanleyjev pokal proti moštvu Montreal Wanderers. Po zatonu lige OPHL je klub razpadel, a je bil nato ponovno oživljen leta 1926 pod imenom Kitchener Flying Dutchmen v ligi CPHL. Ime so kasneje oživili z moštvom Kitchener-Waterloo Dutchmen. Mladinski klub Kitchener Dutchmen obstaja še danes. 

## Berlin Dutchmen
Dutchmeni so bili eno od ustanovnih moštev lige OPHL leta 1907. Prva sezona lige se je začela januarja 1908, klub pa je igral v ligi do 1911. V eni sezoni je ligo osvojil, leta 1910, s čimer si je omogočil izziv za Stanleyjev pokal. Berlin je igral v Montrealu proti Wanderersom in izgubil 3-7. Liga OPHL je nato zdržala le še eno sezono in nato razpadla. 

## Kitchener Flying Dutchmen
Ime je bilo oživljeno leta 1927 kot Kitchener Flying Dutchmen, profesionalno moštvo v ligi Can-Pro, ki je kasneje postala International Hockey League. Leta 1929 so klub preselili v Cleveland, Ohio, s čimer je tudi spremenil ime v Cleveland Indians. Cleveland Indiansi so kasneje pod imenom Cleveland Barons igrali v ligi AHL.

## Kitchener-Waterloo Dutchmen
Ime je bilo zopet oživljeno leta 1947 kot Kitchener-Waterloo Dutchmen, člansko amatersko hokejsko moštvo, ki je Kanado predstavljalo na Zimskih olimpijskih igrah 1956 in 1960. Moštvo je igralo v Članski amaterski diviziji lige OHA od 1947 do 1963. Prav tako je osvojilo pokal Allan Cup leta 1955 in 1957.

## Vidnejši igralci
- Hugh Lehman - sprejet v Hokejski hram slavnih lige NHL